# گردنه سئوک
گردنه سئوک (به لاتین: Seok Pass) یک گردنه در قرقیزستان است که در تیان شان واقع شده‌است. گردنه سئوک ۴٬۰۲۸ متر بالاتر از سطح دریا واقع شده‌است.